# Billie Jean King

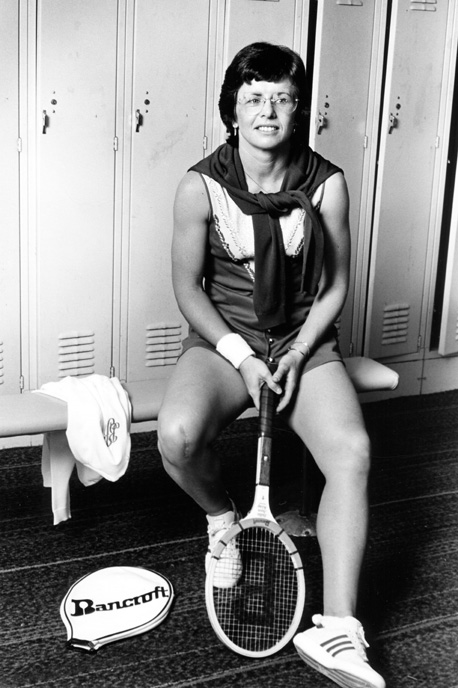
Billie Jean King (1978)

Billie Jean King (* 22. November 1943 in Long Beach, Kalifornien, als Billie Jean Moffitt) ist eine ehemalige US-amerikanische Tennisspielerin. Sie war die erste Profisportlerin, die sich als homosexuell outete.

## Leben
Billie Jean Moffitt wurde als Tochter eines Feuerwehrmanns und einer Hausfrau geboren. Ihre Mutter trug durch Tupperpartys und andere Tätigkeiten zum Familieneinkommen bei, um die Wünsche ihrer Kinder zu erfüllen. Billie Jean wuchs in einer sportlich aktiven Familie auf und ihr erster Lieblingssport war Softball. Auf Anraten ihres Vaters, eine femininere Sportart auszuüben, begann sie mit Tennis, nachdem eine Schulfreundin von kostenlosen Unterrichtsstunden im Houghton Park in Long Beach berichtet hatte. Nach ihrer ersten Tennisstunde, die sie in alten Shorts und mit einem geliehenen Schläger absolvierte, sagte sie zu ihrer Mutter, dass sie die beste Tennisspielerin der Welt werden wolle. Sie sparte sich durch kleinere Jobs und ihr Hobby, das Klavierspiel, genug Geld zusammen, um sich für 8,29 Dollar einen eigenen Tennisschläger zu kaufen. Bereits 1959, nach ihren ersten Turniererfolgen, konnte sie durch ein Sponsoring Einzelstunden bei der ehemaligen Tennisspielerin Alice Marble nehmen.
1965 heiratete sie Lawrence King. Am 1. Mai 1981 outete sie sich als erste Profisportlerin als homosexuell.
1987 wurde King in die Hall of Fame des Tennissports aufgenommen. Drei Jahre später, 1990, folgte eine Aufnahme des Life Magazine in die Liste der 100 wichtigsten US-Amerikaner des 20. Jahrhunderts. Im Jahr 2000 wurde sie mit dem Capitol Award der Gay and Lesbian Alliance Against Defamation (GLAAD) für ihr Engagement als offen lesbisch lebende Person ausgezeichnet. Speziell herausgestellt wurde ihre Unterstützung eines Lehrfilms für die öffentlichen Schulen in Chicago sowie ihr Einsatz in den Gremien der Elton John AIDS Foundation und des National AIDS Fund.
King lebt mit ihrer Ehefrau Ilana Kloss in New York und Chicago. Die beiden haben 2018 geheiratet.

## Karriere im Tennissport
Schon 1961 gehörte Billie Jean Moffitt zu den besten US-amerikanischen Tennisspielerinnen. Sie gewann zusammen mit Karen Hantze das Damendoppel in Wimbledon und ihre Karriere nahm Fahrt auf: Sie gewann zwischen 1961 und 1980 bei Grand-Slam-Turnieren (Australian Open, French Open, Wimbledon und US Open) 12 Einzel-, 16 Doppel- und 11 Mixed-Titel, davon sechs Einzel in Wimbledon. Mit insgesamt 20 gewonnenen Titeln in verschiedenen Wettbewerben ist sie gemeinsam mit Martina Navratilová Rekordsiegerin. In den Jahren 1966, 1967, 1968 und 1972 führte Billie Jean Moffitt die Weltrangliste an. Sie war 1971 die erste Frau in der Tennisgeschichte, die in einem Jahr 100.000 Dollar an Preisgeldern gewann. Als legendär gelten die Matches gegen ihre langjährige Gegnerin Margaret Smith Court. Moffit wurde während ihrer anhaltenden Erfolge des Öfteren von Sportreportern gefragt, wann sie sich endlich ins Privatleben zurückziehen und Kinder bekommen würde. Ihre Antwort: „Wieso fragen Sie nicht Rod Laver, warum er nicht zu Hause sitzt?“ Sie fügte hinzu: „Mein Mann ist derjenige, der die Frauenbewegung wirklich toll findet. Er findet, dass alle gleichberechtigt sein sollten.“
King ist eine von insgesamt zehn Spielerinnen, die im Einzel alle vier Grand-Slam-Titel gewonnen haben. Bei den US Open und in Wimbledon gewann sie sowohl im Einzel und Doppel als auch im Mixed. Bei ihrem letzten Turniersieg am 6. Juni 1983 in Birmingham war sie 39 Jahre alt; damit ist sie bis heute die älteste Einzelsiegerin auf der Tour.
1972 wurde sie von der Zeitschrift Sports Illustrated zur Sportlerin des Jahres gewählt. 1973 gründete sie in London die heutige WTA. Ein wichtiges Anliegen für sie war die Gleichberechtigung von Frau und Mann im Sport. In einem als Battle of the Sexes (2017 gleichnamig verfilmt) stilisierten Schaukampf besiegte sie 1973 vor 30.492 Zuschauern den damals 55-jährigen Bobby Riggs. Es war die zweitgrößte Kulisse, die ein Tennisspiel je hatte. 40 Jahre nach dem Schaukampf kam die Theorie auf, dass Riggs dieses Duell – im Gegensatz zum ersten Match, das er gegen Margaret Court klar gewann – absichtlich verlor, um Spielschulden zu begleichen. Im selben Jahr wurde King von Associated Press als Sportlerin des Jahres geehrt. Es war ihre zweite Auszeichnung nach 1967.
Die Philadelphia Freedoms war eine Mannschaft in der damaligen World-Team-Tennis-League. 1974 wurde King zur Trainerin dieses Teams bestellt; sie war die erste Frau, die ein professionelles amerikanisches Tennisteam trainierte, das sowohl aus Frauen als auch aus Männern bestand.
King zählt zu den neun Spielerinnen, den Original 9, die 1970 das Virginia Slims Invitational bestritten haben, das von Gladys Heldman veranstaltet und gesponsert wurde.
Zu ihren Ehren benannte die ITF den Fed Cup-Wettbewerb am 17. September 2020 in Billie Jean King Cup um.

## Erfolge bei Grand-Slam-Turnieren
| Rang                      | Tennisspielerin       | Titel |
| ------------------------- | --------------------- | ----- |
| 1.                        | Margaret Court        | 24    |
| 2.                        | Serena Williams       | 23    |
| 3.                        | Steffi Graf           | 22    |
| 4.                        | Helen Wills Moody     | 19    |
| 5.                        | Chris Evert           | 18    |
| 5.                        | / Martina Navratilova | 18    |
| 7.                        | Suzanne Lenglen       | 12    |
| 7.                        | Billie Jean King      | 12    |
| Stand: 11. September 2022 |                       |       |

### Einzel
| Nr. | Datum | Turnier                  | Kategorie  | Belag | Finalgegnerin    | Ergebnis      |
| --- | ----- | ------------------------ | ---------- | ----- | ---------------- | ------------- |
| 1.  | 1966  | Wimbledon                | Grand Slam | Rasen | Maria Bueno      | 6:3, 3:6, 6:1 |
| 2.  | 1967  | Wimbledon                | Grand Slam | Rasen | Ann Haydon-Jones | 6:3, 6:4      |
| 3.  | 1967  | U.S. Championships       | Grand Slam | Rasen | Ann Haydon-Jones | 11:9, 6:4     |
| 4.  | 1968  | Australian Championships | Grand Slam | Rasen | Margaret Court   | 6:1, 6:2      |
| 5.  | 1968  | Wimbledon                | Grand Slam | Rasen | Judy Tegart      | 9:7, 7:5      |
| 6.  | 1971  | US Open                  | Grand Slam | Rasen | Rosie Casals     | 6:4, 7:6      |
| 7.  | 1972  | French Open              | Grand Slam | Sand  | Evonne Goolagong | 6:3, 6:3      |
| 8.  | 1972  | Wimbledon                | Grand Slam | Rasen | Evonne Goolagong | 6:3, 6:3      |
| 9.  | 1972  | US Open                  | Grand Slam | Rasen | Kerry Melville   | 6:3, 7:5      |
| 10. | 1973  | Wimbledon                | Grand Slam | Rasen | Chris Evert      | 6:0, 7:5      |
| 11. | 1974  | US Open                  | Grand Slam | Rasen | Evonne Goolagong | 3:6, 6:3, 7:5 |
| 12. | 1975  | Wimbledon                | Grand Slam | Rasen | Evonne Cawley    | 6:0, 6:1      |

- Australian Open – 1 Titel im Mixed
- French Open – 1 Doppeltitel, 2 Titel im Mixed
- Wimbledon – 10 Doppeltitel (1961 bis 1979), 4 Titel im Mixed
- US Open – 5 Doppeltitel, 4 Titel im Mixed

## Politische Positionen
Ende der 1960er und Anfang der 1970er Jahre waren King und ihre Mitstreiterinnen mit unterschiedlichen Diskriminierungsformen konfrontiert. Sie wehrten sich gegen Sexismus, mangelnde Gleichberechtigung und unfaire Bedingungen aufgrund ihres Geschlechts. Sie kämpften für eine Professionalisierung des Sports für Frauen und für finanzielle Gleichberechtigung. 1973 gelang es King unter Androhung eines Boykotts, dass die Verantwortlichen bei einem Grand-Slam-Turnier der US Open der Siegerin erstmals das gleiche Preisgeld wie das der Herren in Höhe von damals 10.000 US-Dollar zahlten. Zuvor bekamen Frauen bei den US Open 1500 Dollar und Männer 12.000 Dollar. Daraufhin gründete Billie Jean King im selben Jahr bei einem Treffen mit mehr als 60 Spielerinnen die Women’s-Tennis-Association-Tour (WTA), die bis heute Bestand hat und im Profisport der Frauen eine Pionierrolle in Sachen Vermarktung und Preisgeld darstellt. Es ist King und ihren Mitstreiterinnen zu verdanken, dass laut Forbes neun der zehn bestbezahlten Athletinnen der Welt Tennisspielerinnen sind.
In ihrer Autobiografie schrieb Billie Jean King im Jahr 1974 zur Bedeutung der Frauenbewegung: „Jede Frau sollte in der Lage sein, als vollwertiges und gleichberechtigtes Mitglied der Gesellschaft jede Karriere und jeden Lebensstil zu verfolgen, ohne Angst vor sexueller Diskriminierung. Das ist ein ziemlich grundlegender und einfacher Satz, aber es ist manchmal wirklich schwer, die Leute dazu zu bringen, ihn zu akzeptieren. Und wegen der Art und Weise, wie andere Menschen denken, ist es noch schwieriger, im eigenen Leben den Punkt zu erreichen, an dem man danach leben kann.“
King engagierte sich auch dafür, dass der Tennissport nicht nur in der Welt der Country-Clubs zugänglich wurde. Sie wies auf die bestehenden Klassenunterschiede hin: „Wissen Sie, für mein erstes Turnier, ich war 11 oder 12, hat mir meine Mutter ein Paar weiße Shorts genäht. Wir konnten es uns damals nicht leisten, Shorts zu kaufen.“
Vor dem Hintergrund ihrer Erfolge als Tennisspielerin, Coach und, allen Widerständen zum Trotz, Verfechterin der Gleichstellung von Mann und Frau, widmete ihr der Sänger Elton John 1975 das Lied Philadelphia Freedom. 

## Auftritt beiThe Masked Singer
Im Oktober 2023 nahm King als Royal Hen an der zehnten Staffel der US-amerikanischen Version von The Masked Singer teil und erreichte den 13. Platz. In der Folge mit dem Motto „Elton-John“ sang King das Lied Philadelphia Freedom, das der Sänger ihr zu Ehren geschrieben hatte.

## Auszeichnungen
- 2006: Women’s World Award – World Athlete Award
- 2009: Presidential Medal of Freedom[15]
- 2000: Capitol Award der Gay and Lesbian Alliance Against Defamation (GLAAD)
- 2012: Ehrendoktor der United States Sports Academy in Daphne, Alabama[16]
- 2018: BBC Sports Personality of the Year: Lifetime Achievement Award[17]
- 2024: Congressional Gold Medal vom Kongress der Vereinigten Staaten.[18]
- 2025: Stern auf dem Hollywood Walk of Fame (6284 Hollywood Blvd.)[19][20]